# Uñas postizas

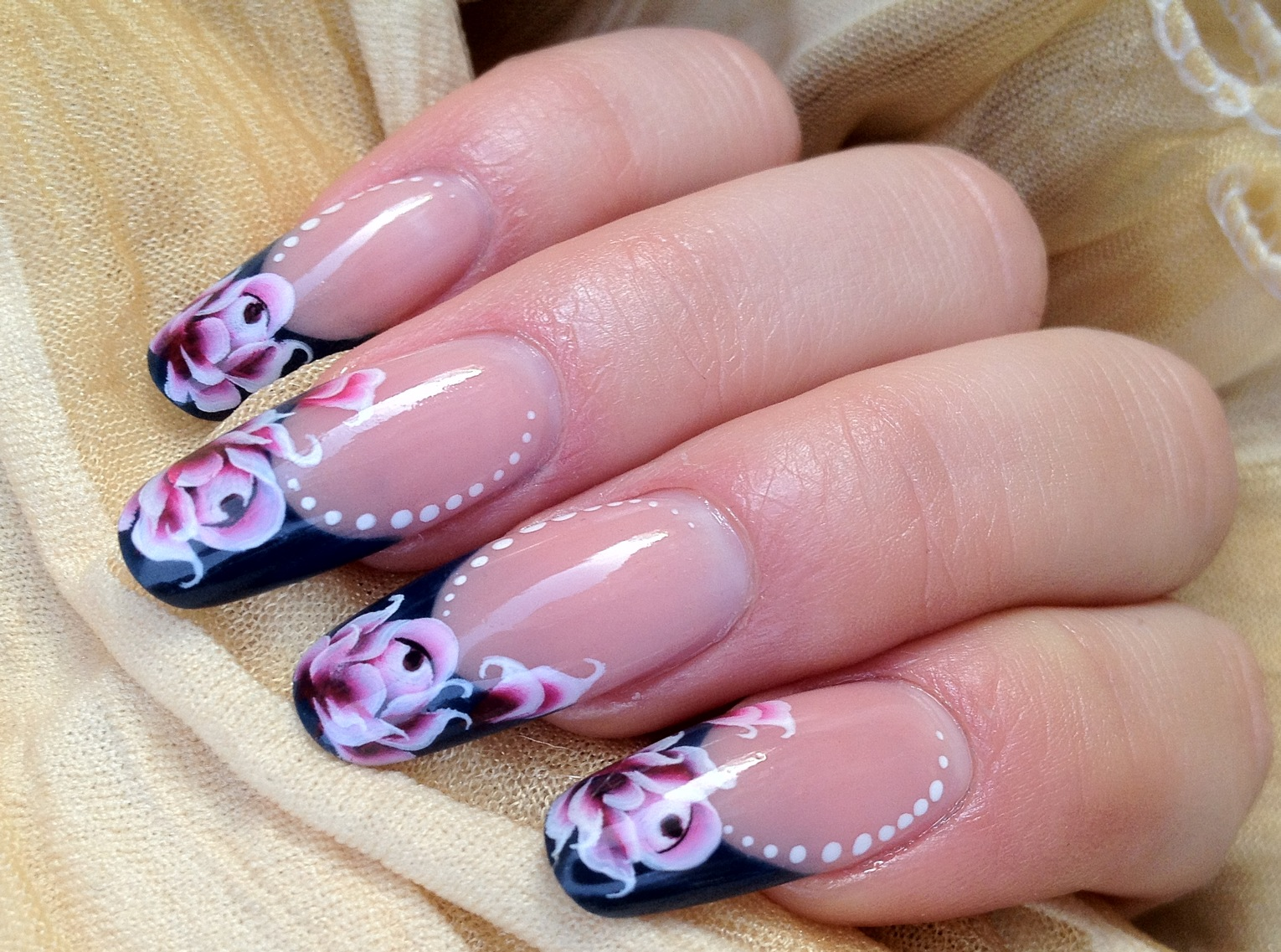
Uñas artificiales con decoración de uñas pintadas a mano.

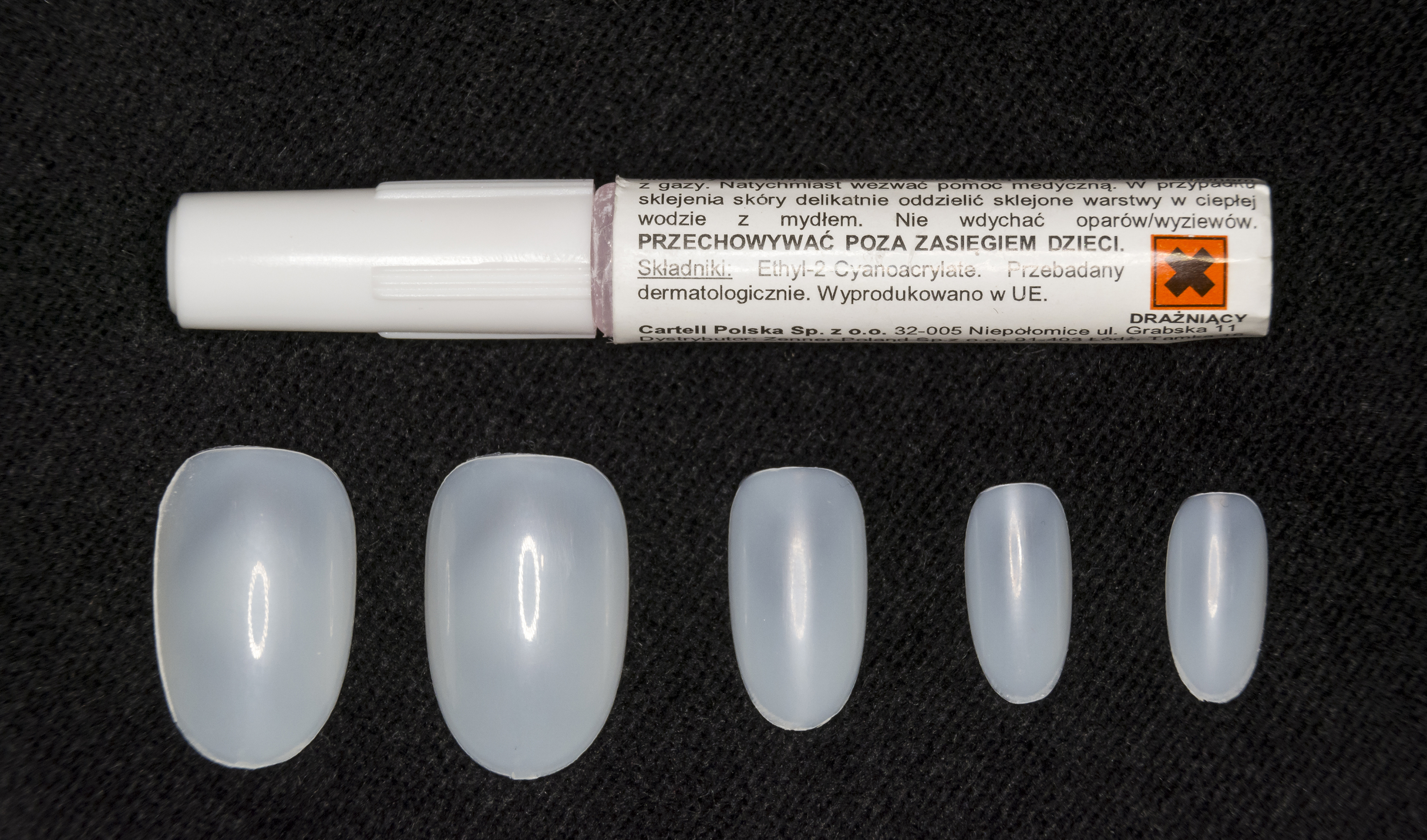
Puntas de uñas a presión y pegamento para uñas de cianoacrilato

Las uñas artificiales, comúnmente referidas como uñas postizas, uñas acrílicas, extensiones de uñas o realzadores de uñas, son extensiones diseñadas para colocarse sobre las uñas naturales como elementos de moda. Mientras que algunas de estas extensiones buscan replicar fielmente la apariencia de las uñas naturales, otras optan por desviarse de manera intencionada en favor de una expresión artística.
El mantenimiento regular es esencial para las uñas artificiales, y se aconseja programar citas de mantenimiento cada dos semanas en promedio, aunque en algunos casos pueden durar más de un mes. Sin embargo, la versatilidad en cuanto a la forma, tamaño, diseño y su notable durabilidad en comparación con otros tipos de manicura son algunas de las ventajas clave que ofrecen las uñas artificiales.

## Tipos
Las uñas artificiales son una extensión de las uñas naturales, y no deben interpretarse como un sustituto de estas. Existen dos métodos principales para su aplicación: el uso de puntas y el de moldes o formas.
- Las puntas de uñas son placas de plástico que tienen una forma similar a la de una uña natural y se adhieren en el extremo de la uña natural o se aplican sobre toda la superficie de la uña si se trata de una punta de cobertura completa, también conocida como "de presión". Sobre estas puntas, se puede aplicar gel, inmersión o acrílico para dar forma y estilo.
- Por otro lado, las formas de uñas son láminas con una forma específica que tienen un adhesivo en el borde. Estas se adhieren al extremo del dedo y se envuelven alrededor de la totalidad de la uña para crear una extensión. Esto permite un mayor control creativo sobre la forma final de la uña artificial.

Sobre estas extensiones de uñas, se pueden aplicar productos como acrílico, gel duro o una combinación de ambos para lograr el aspecto deseado. Las puntas están disponibles en una amplia variedad de diseños, que van desde colores sólidos, como los que se utilizan en el gel o el esmalte de uñas convencional, hasta diseños gráficos, como estampados de animales y colores metálicos. Además de los esmaltes, se pueden utilizar otros adornos, como pedrería, purpurina, pegatinas, dijes de fimo y cinta adhesiva, para añadir aún más personalización al diseño de la uña artificial. Las uñas artificiales pueden ser moldeadas, cortadas y limadas en diversas formas, incluyendo cuadradas, cuadradas ovaladas (conocidas como "squoval"), redondeadas, almendradas, en forma de bailarina (o ataúd), en forma de pico de montaña, en forma de lápiz labial y en forma de tacones de aguja.

### Uñas acrílicas
Las uñas acrílicas se fabrican a partir de vidrio acrílico (PMMA). Cuando se mezclan con un monómero líquido, generalmente metacrilato de etilo junto con un inhibidor, se forma una mezcla moldeable. Esta mezcla comienza a curar inmediatamente y se endurece por completo en cuestión de minutos. Las uñas acrílicas pueden mantenerse en buen estado durante aproximadamente 21 días, aunque pueden prolongarse con retoques periódicos. Para dar color a las uñas acrílicas, se pueden utilizar esmaltes en gel, esmaltes de uñas y polvos para inmersión. Es importante mencionar que el uso de acrílicos MMA (monómeros líquidos de metacrilato de metilo) está altamente desaconsejado y en algunos lugares está prohibido debido a los riesgos que conlleva, como daños en las uñas naturales, problemas respiratorios, irritación en ojos, piel, nariz y boca, dificultad para concentrarse, pérdida del sentido del olfato y problemas renales. Como alternativa segura, se utiliza EMA (monómeros líquidos de metacrilato de etilo) en los salones de belleza.

### Uñas de gel
Las uñas de gel son versátiles y pueden emplearse tanto para crear extensiones de uñas artificiales como para funcionar como esmalte de uñas. Se endurecen mediante la exposición a la luz ultravioleta. Tienen una duración superior al esmalte de uñas convencional y tienden a astillarse con menos frecuencia. Además, pueden ofrecer un acabado de alto brillo y mantenerse en buen estado durante un período que oscila entre dos y tres semanas.
Es cierto que las uñas de gel son resistentes, aunque generalmente no alcanzan la misma fortaleza que las uñas acrílicas o las de fibra de vidrio. Además, es importante mencionar que las uñas de gel suelen tener un costo más elevado en comparación con otras opciones de uñas artificiales.
Es correcto que la acetona no disuelve algunos tipos de uñas de gel, por lo que, en estos casos, es necesario eliminarlas en un salón de belleza utilizando técnicas de pulido y limado, a menudo con el uso de una lima de uñas eléctrica. Sin embargo, es importante tener en cuenta que el pulido repetido puede causar un adelgazamiento de la placa ungueal natural. Además, la aplicación inadecuada de sistemas de uñas artificiales, como Gel-X y otros similares que imitan Gel-X, puede dar lugar a problemas como infecciones por hongos y reacciones alérgicas. Por lo tanto, es fundamental que la aplicación de uñas de gel se realice de manera profesional y siguiendo las recomendaciones adecuadas para evitar posibles complicaciones.
Alrededor del año 2017, surgió una nueva técnica de extensión de uñas de gel conocida comúnmente como Gel-X o puntas de gel suave. Esta técnica emplea puntas de uña de gel suave que vienen precortadas en varios estilos y longitudes, y que cubren todo el lecho ungueal hasta el final de la uña. El proceso de aplicación de Gel-X implica primero la aplicación de un fijador de pH (deshidratador), seguido de una imprimación en gel sin ácido. Finalmente, se adhieren las puntas utilizando un adhesivo en gel que se cura con una luz UV/LED azul. Para eliminar las uñas Gel-X, se sumergen en acetona durante aproximadamente 20 minutos.

### Envolturas de uñas
Las envolturas de uñas se crean mediante el corte de trozos de materiales como fibra de vidrio, lino, tela de seda u otros, que se ajustan a la superficie de la uña natural (o una punta adhesiva previamente aplicada). Estos trozos se sellan en la placa ungueal con una capa de resina o pegamento. Este método no causa daño a la uña y proporciona fortaleza sin alargarla. También se utiliza para reparar uñas rotas. Sin embargo, es importante mencionar que este tratamiento suele tener un costo más elevado. Las envolturas para uñas tienen una duración típica de 5 a 7 días, pero pueden durar más si se cuidan adecuadamente. La duración también puede verse afectada por el uso de complementos. Para retirar las envolturas de uñas correctamente, se recomienda empaparlas en acetona el tiempo suficiente para debilitar el adhesivo.

### Puntas de uñas
Las puntas de uñas están fabricadas con un material resistente y flexible conocido como acrilonitrilo butadieno estireno (ABS). Estas puntas se adhieren a la uña natural con el fin de extender su longitud y proporcionar espacio adicional para realizar diseños en las uñas. Están disponibles en una amplia variedad de formas, tamaños y colores, aunque las opciones más populares suelen ser las transparentes o blancas. Sin embargo, es importante tener en cuenta que estas puntas de uñas tienen una duración relativamente corta, normalmente entre 7 y 10 días.
Es cierto que algunas puntas de uñas pueden estar fabricadas con gel suave, lo que les confiere una mayor resistencia cuando se utilizan como la única extensión, sin aplicar ningún otro producto por encima. Un ejemplo de un sistema de puntas de uñas de gel suave es Gel-X. Este tipo de puntas de uñas de gel suave es conocido por su durabilidad y capacidad para ofrecer una extensión sólida y resistente.

### Polvo de inmersión
El método del polvo de inmersión implica la aplicación de un líquido transparente sobre la uña, seguido de la inmersión de la uña en un polvo transparente, brillante o pigmentado, similar al utilizado en la aplicación de uñas acrílicas. Este proceso se repite varias veces, dependiendo de la longitud deseada de la extensión de uñas. Las uñas con polvo de inmersión tienden a durar aproximadamente un mes, lo que es de 2 a 3 semanas más que las uñas de gel y acrílicas. Este método puede utilizarse en uñas naturales, uñas con puntas o para crear uñas artificiales. Una característica notable de las uñas en polvo por inmersión es que no requieren luz UV/LED para su curado, sino que se endurecen mediante un activador. Para eliminar el polvo de inmersión de manera más rápida, es común perforar, recortar o pulir las capas de polvo para que, cuando se sumerjan en acetona, se desprendan de inmediato.

## Historia
Históricamente, las uñas artificiales eran símbolos comunes de estatus en todo el mundo:
- Es cierto que durante la dinastía Ming de China, las mujeres nobles solían llevar uñas artificiales extremadamente largas como un símbolo de estatus. Estas uñas largas eran un signo distintivo que indicaba que no tenían que realizar trabajos manuales, a diferencia de la población plebeya. Las uñas largas y delicadamente decoradas eran un símbolo de belleza y estatus entre las clases aristocráticas chinas en ese período histórico.
- No hay evidencia histórica sólida que respalde la afirmación de que las mujeres de clase alta en Grecia a principios del siglo XIX llevaban cáscaras de pistacho vacías sobre las uñas como una forma temprana de uñas artificiales que influyó en las tendencias en Europa. Las tendencias de la moda y la belleza pueden variar ampliamente a lo largo del tiempo y en diferentes culturas, y es importante basarse en fuentes históricas verificables para obtener información precisa sobre estas prácticas. Por lo tanto, esta afirmación debe ser tratada con cautela hasta que se puedan proporcionar pruebas más sólidas.

La descripción proporcionada es precisa en cuanto a la evolución de las uñas artificiales y su relación con los materiales acrílicos. Los primeros experimentos con uñas artificiales involucraron la aplicación de una mezcla de monómero y polímero sobre la uña natural, que luego se endurecía y se le daba forma para que pareciera una extensión natural de la placa de la uña. Estos materiales, inicialmente utilizados en odontología, fueron llamados "uñas acrílicas", y este término se ha mantenido a lo largo del tiempo para referirse al método que utiliza una combinación de monómero líquido y polímero en polvo para crear uñas artificiales.
La información proporcionada es precisa en cuanto a la historia de la manicura y el desarrollo de las uñas artificiales. En 1878, Mary E. Cobb abrió el primer salón de manicura en Manhattan después de estudiar cuidado de uñas en Francia y casarse con el podólogo J. Parker Pray.En la década de 1920, las uñas cortas, redondas y bien cuidadas eran un símbolo de estatus y riqueza. Revlon hizo su entrada en el mercado en 1932 con un esmalte de uñas de fórmula duradera. En 1954, Fred Slack, un dentista, inventó una uña artificial realista como reemplazo temporal después de romperse una uña en el trabajo. Junto con su hermano Tom, patentaron una versión exitosa y fundaron la empresa Patti Nails. Aunque Slack inicialmente utilizó equipo dental y productos químicos para crear su uña artificial, el proceso ha evolucionado significativamente con el tiempo.
A finales del siglo XX, las uñas artificiales se volvieron extremadamente populares en todo el mundo, y en la actualidad, existen incluso concursos de diseño de uñas. En estos concursos, los jueces evalúan diversos aspectos. Buscan la coherencia de un diseño de uñas a otro y también evalúan si las uñas complementan las manos de la modelo o no. Por ejemplo, si las uñas son hermosas pero demasiado largas para las manos de la modelo, los jueces pueden descontar puntos. Además del diseño de las uñas en sí, los competidores también son juzgados por la organización de su espacio de trabajo y su nivel de orden. El mantenimiento de un espacio de trabajo limpio y organizado es crucial en la industria de las uñas y es un factor que los jueces toman en cuenta al evaluar a los participantes en estos concursos.
Es cierto que durante muchos años, el uso de uñas postizas fue más común entre las mujeres. Sin embargo, en la actualidad, personas de todos los géneros tienen la oportunidad de utilizar uñas postizas. La belleza y la moda se han vuelto más inclusivas y diversas, y muchas personas, independientemente de su género, pueden disfrutar de la expresión personal y la creatividad que ofrece el uso de uñas artificiales. Esto refleja un cambio en las normas de género y una mayor aceptación de la diversidad en la moda y la belleza.

## Efectos en la salud

### Beneficios percibidos
Las uñas acrílicas son una solución útil para disimular o reparar uñas que están rotas, dañadas, cortas o que se consideran poco atractivas. También son efectivas para prevenir el hábito de morderse las uñas, así como para evitar que se quiebren o se partan. Estas se aplican cuando las personas tienen dificultades para lograr el largo y la resistencia deseados en sus uñas naturales, o simplemente desean un nuevo estilo de moda en sus manos. Para resolver este problema, existen diversas técnicas disponibles, como la aplicación de puntas de uñas, esculpidas, envoltura de uñas o superposiciones acrílicas. Es importante destacar que si las uñas acrílicas se retiran de manera incorrecta, pueden causar daño a las uñas naturales. Por lo tanto, es fundamental contar con la asistencia de un técnico de uñas experimentado para garantizar la salud y el bienestar de las uñas durante todo el proceso.

### Riesgos de salud

#### Infección de uñas y daño a la uña natural.
Cuando se aplican de manera adecuada, las uñas artificiales generalmente no presentan problemas. No obstante, el uso prolongado y la colocación incorrecta pueden causar un daño significativo en el lecho ungueal y dificultar el crecimiento natural de las uñas. Además, el constante proceso de retoque puede ocasionar el adelgazamiento y debilitamiento de las uñas naturales. Un problema común relacionado con las uñas artificiales es la posibilidad de desarrollar una infección por hongos entre la uña postiza y la uña natural.
Cuando se aplican uñas artificiales sobre las uñas naturales, incluso lesiones menores en las uñas artificiales, como raspaduras o golpes contra superficies firmes, pueden ocasionar la separación de la uña artificial de su lecho ungueal. Esto abre la puerta para que bacterias y hongos puedan ingresar al espacio separado, aumentando el riesgo de una infección y carga bacteriana. Es importante destacar que muchos hospitales y centros de salud prohíben que sus empleados tengan uñas largas, ya sean falsas o naturales, debido al peligro de que estas puedan albergar microbios que podrían transmitirse a los pacientes. Además, el riesgo de infección también aumenta cuando las uñas artificiales son aplicadas por un salón de uñas de reputación dudosa que no sigue prácticas sanitarias adecuadas.

#### Riesgos de la higiene de manos
El uso de esmalte de uñas y uñas artificiales puede dificultar la adecuada higiene y lavado de manos, ya que son más difíciles de limpiar en comparación con las uñas naturales. Por esta razón, en profesiones donde la higiene de las manos es de vital importancia, como en la manipulación de alimentos o la atención a pacientes, suele estar prohibido el uso de esmalte de uñas y uñas artificiales. Por ejemplo, el Servicio Nacional de Salud en Inglaterra tiene una directriz que prohíbe explícitamente ambas prácticas durante la atención al paciente. La Organización para la Agricultura y la Alimentación también publica recomendaciones similares para el sector minorista de alimentos. Esto se hace para garantizar la seguridad y la higiene de los pacientes y consumidores.

#### Peligro para los trabajadores de los salones de uñas
Desde una perspectiva de salud ocupacional, los trabajadores de salones de uñas que están constantemente expuestos a los vapores químicos de las uñas artificiales durante su jornada laboral pueden enfrentar riesgos significativos. El uso de metacrilato de etilo en la fabricación de uñas artificiales, por ejemplo, puede desencadenar problemas de salud como dermatitis de contacto, asma y alergias en los ojos y la nariz.Además, estos trabajadores se ven expuestos a otros productos químicos, como tolueno, ftalato de dibutilo y formaldehído, que se utilizan en el proceso, lo que aumenta aún más el potencial de riesgo para su salud. Es importante destacar que los productos empleados en la elaboración de uñas acrílicas también pueden ser altamente inflamables, agregando otro nivel de peligro a su entorno laboral.
La exposición al metacrilato de metilo, que es el precursor del vidrio acrílico, puede ocasionar síntomas como somnolencia, mareos y temblores en las manos. Debido a estos riesgos para la salud, la mayoría de los estados en EE. UU. han prohibido su uso en la industria de la cosmetología. La utilización de metacrilato de metilo puede provocar reacciones adversas en la piel y daños en las uñas naturales, a veces de manera permanente. Para identificar si un salón de uñas aún emplea MMA, pueden notarse signos como precios significativamente más bajos en comparación con la mayoría de los demás salones, un olor inusualmente fuerte y afrutado en el ambiente, y la manicurista utilizando una máscara para protegerse de la inhalación de esta sustancia química perjudicial. Además, la eliminación de las uñas artificiales fabricadas con MMA es mucho más complicada y requiere el uso de más herramientas y brocas. El metacrilato de etilo se considera una alternativa más segura al MMA, aunque su costo es varias veces mayor y aún puede tener efectos adversos en la salud.